# Leo Forbert
Leo Forbert, auch Leon Forbert, (* 19. Jahrhundert; † nach 1937) war ein jüdischer Filmproduzent in Polen.
Er produzierte zwischen 1924 und 1937 einige jiddischsprachige Filme.

## Filmografie
- 1924: Kties Chaf – Produzent
- 1925: Nowa Palestyna i otwarcie uniwersytetu w Jerozolimie – Produzent
- 1925: Der Lamedwownik – Produzent
- 1927: The Miner’s Daughter – Regisseur
- 1928: Kropka nad i – Szenograph
- 1929: In pojlisze welder – Produzent und Szenograph
- 1934: Świt, dzień i noc Palestyny – Produzent
- 1937: Kties Chaf – Produzent